# Acadèmia de Turku
L'Acadèmia de Turku (en suec Kungliga Akademien i Åbo o Åbo Kungliga Akademi, en llatí Regia Academia Aboensis i en finès Turun akatemia) fou la primera universitat de Finlàndia i l'única que va ser fundada durant la dominació sueca. El 1809, quan Finlàndia va passar a mans russes, el tsar Alexandre I de Rússia li va canviar el nom pel d'Acadèmia Imperial de Turku. El 1828 la institució fou traslladada de Turku a Hèlsinki a causa del gran incendi que va afectar la primera i en el marc del canvi de capital de Finlàndia. A partir de 1917 va rebre el nom d'Universitat de Hèlsinki.

## Història
L'acadèmia va ser fundada el 1640 per la reina Cristina de Suècia a demandes del comte Per Brahe basant-se en l'escola catedralícia d'Åbo, fundada el 1276. Fou la tercera universitat del Regne de Suècia, després de la d'Uppsala, fundada el 1477 i la de Tartu, Estònia, fundada el 1632. En aquesta universitat hi va haver la primera impremta de Finlàndia, s'hi va instal·lar el 1642 a càrrec de peder Walde.
Turku era la ciutat més gran de Finlàndia i la tercera de Suècia quan estava sota aquest reialme. El 1809 Finlàndia fou cedida a l'Imperi Rus i la capital del nou Gran Ducat de Finlàndia fou moguda a Hèlsinki el 1812, ja que Turku estava massa lluny de Sant Petersburg i massa a prop d'Estocolm. Com a resultat del gran incendi de Turku, el 1827, gran part de la ciutat va ser devastada i la majoria d'institucions es van traslladar a Hèlsinki, també la universitat, amb el nom d'Universitat Imperial Alexandre I. Amb la independència finesa va rebre el nom definitiu d'Universitat de Hèlsinki.
Actualment a Turku hi ha dues universitats, una de llengua sueca, la Universitat Åbo Akademi, i una altra de llengua finesa la Universitat de Turku, fundades el 1918 i 1920 respectivament, que es fan hereves de la tradició acadèmica de la ciutat.